# Дельгадо Вильяр, Хосе Антонио
Хосе́ Анто́нио «Ноно» Дельга́до Вилья́р (исп. José Antonio Delgado Villar; 30 марта 1993, Эль-Пуэрто-де-Санта-Мария) — испанский футболист, полузащитник клуба «Дамак». Чемпион Европы в возрастной категории до 19 лет.

## Клубная карьера
Ноно — воспитанник системы «Атлетико». Позднее он вошёл в систему команды «Реал Бетис». В сезоне 2011/12 Ноно стал регулярно выступать за «Реал Бетис Б», а также дебютировал за главную команду. Дебют игрока состоялся 5 мая 2012 года в матче против «Спортинга». Неделю спустя полузащитник вышел на поле в матче с «Барселоной». В сезоне 2012/13 Ноно регулярно выходит на замену.

## Карьера в сборной
Ноно играл в сборных Испании до 19 и до 20 лет. Он заслужил приглашение в сборную Испании (до 19 лет), в составе которой поехал на чемпионат Европы в возрастной категории до 19 лет 2012 года, где испанцы завоевали свой шестой титул чемпиона.

## Достижения
- Победитель чемпионата Европы (до 19 лет) (1): 2012